# Świadkowie Jehowy w krajach Azji

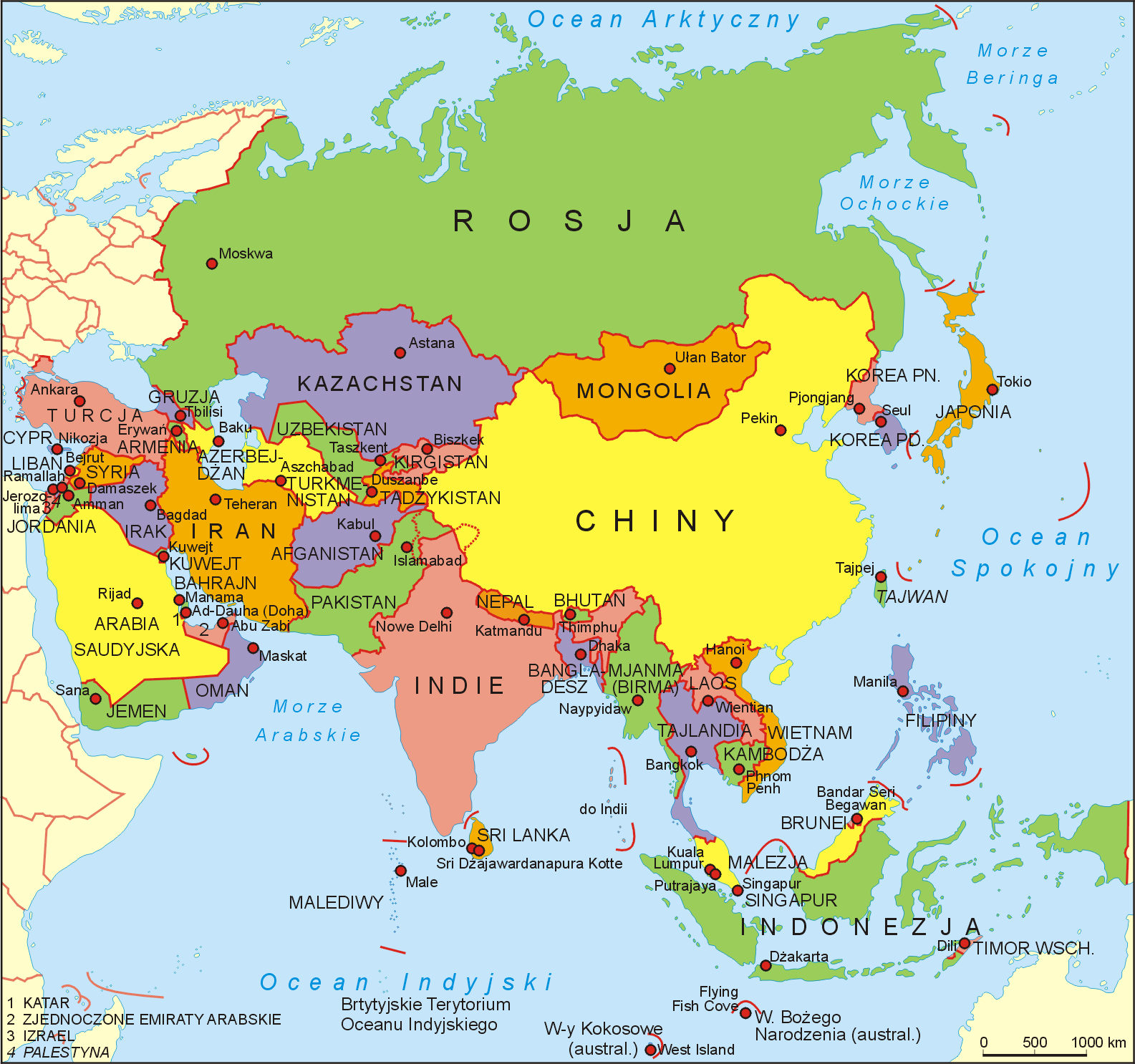
Mapa polityczna Azji

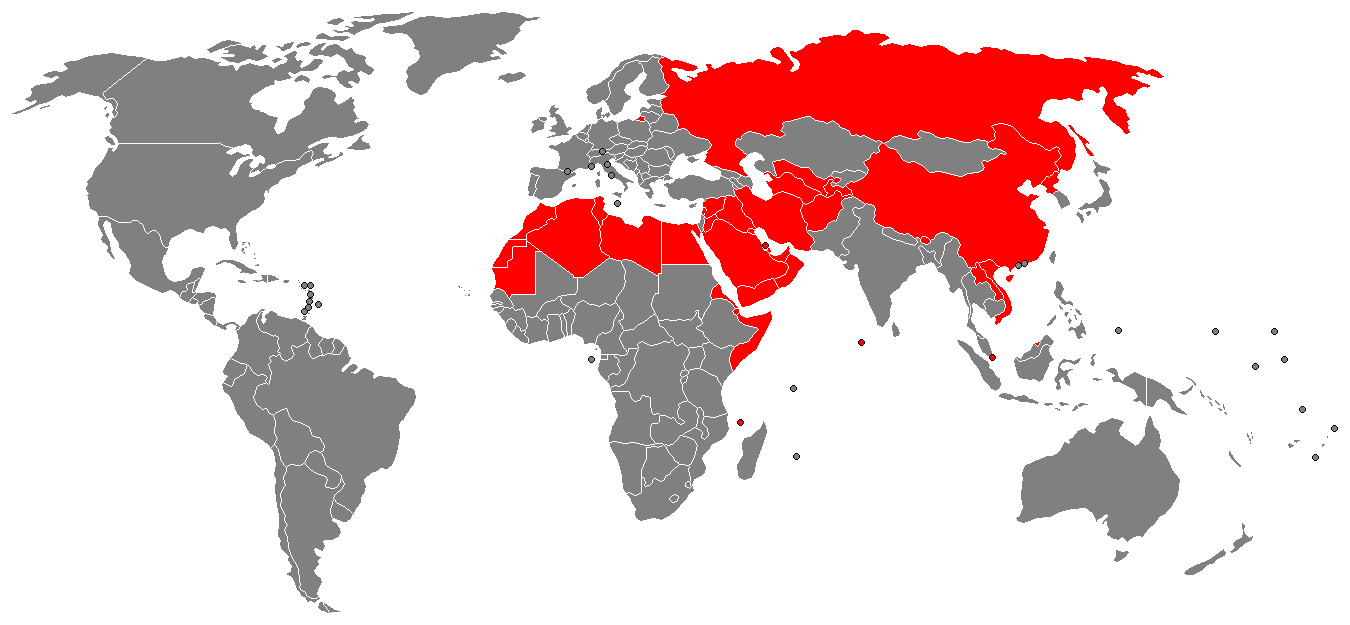
Działalność wyznania jest zakazana lub znacznie ograniczona w 33 krajach świata – w większości z nich na kontynencie azjatyckim – (kolor czerwony). Działalność w nich prowadzona jest nieoficjalnie z zachowaniem środków ostrożności.

Świadkowie Jehowy w krajach Azji – artykuł zawiera listę społeczności wyznaniowych w krajach Azji, należących do ogólnoświatowej wspólnoty Świadków Jehowy. Większe społeczności zostały opisane w osobnych hasłach. W Azji jest (z Rosją) ok. 980 tys. głosicieli (natomiast bez Rosji – ponad 776 tys.) (2023).
Na tym kontynencie liczba Świadków Jehowy w stosunku do liczby mieszkańców jest najmniejsza (wyjątki to: Gruzja ok. 0,5% mieszkańców i Armenia ok. 0,36%). Najwięcej głosicieli zamieszkuje Filipiny (ok. 253,9 tys.), Japonię (ok. 214,5 tys.), Rosję (ok. 175 tys. z częścią europejską), Koreę Południową (ok. 106,1 tys.), Indie (ok. 57,8 tys.), Indonezję (ok. 31 tys.) i Gruzję (ok. 18,8 tys.).
Działalność jest ograniczona prawnie lub zakazana głównie w krajach islamskich (Afganistan, Arabia Saudyjska, Bahrajn, Brunei, Irak, Iran, Jemen, Jordania, Katar, Kuwejt, Liban, Malediwy, Oman, Syria, Tadżykistan, Turkmenistan, Uzbekistan i Zjednoczone Emiraty Arabskie), w krajach komunistycznych (Chiny, Korea Północna, Laos i Wietnam), a także w Bhutanie, Singapurze i od 2017 roku w Rosji.
Biura Oddziału mieszczą się w 20 krajach azjatyckich, natomiast wielkie drukarnie Towarzystwa Strażnica w Japonii i Korei Południowej. Dotychczas kongresy międzynarodowe odbyły się w 15 krajach kontynentu.

## Historia Świadków Jehowy na terenie Azji
Historia tego wyznania w Azji sięga roku 1883, kiedy to w chińskim Yantai, udostępniano publikacje religijne. W następnym roku działalność kaznodziejska objęła również takie kraje jak Japonia, Korea, Syjam i ówczesne Indie. W kolejnych latach Turcję, ówczesną Palestynę, Cejlon i obecny Jemen. Wszystkie te kraje odwiedził również Charles Taze Russell. W roku 1891 działalność zapoczątkowano na terytorium Kazachstanu. Na początku XX wieku objęto nią Filipiny, Malezję, Pakistan i Birmę, a w latach 20. XX wieku Afganistan, Cypr, Liban, Tadżykistan, Turkmenistan, Uzbekistan i Syrię. W latach 30. XX wieku rozpoczęto działalność w Indonezji, Singapurze, Wietnamie Pakistan Wschodni, Kambodży i Kirgistanie. Pod koniec lat 40. XX wieku w Iranie i Omanie. W latach 50. XX wieku działalnością objęto również Syberię, do której łagrów wywieziono w ramach Operacji Północ około 10 tysięcy Świadków Jehowy z zachodnich republik ZSRR. W tamtych latach działalność zapoczątkowano w pozostałych krajach półwyspu Arabskiego, a także w Iraku i Laosie. W latach 60. i 70. XX wieku regularną działalnością objęto m.in. Brunei, Gruzję, Armenię, Azerbejdżan i Nepal. W drugiej połowie lat 90. XX wieku Świadkowie Jehowy pojawili się w Mongolii. W każdym kraju tego kontynentu Świadkowie Jehowy prowadzą działalność kaznodziejską.

## Świadkowie Jehowy w poszczególnych krajach azjatyckich

### Świadkowie Jehowy w Afganistanie
Świadkowie Jehowy w Afganistanie – społeczność wyznaniowa w Afganistanie. Działalność prowadzona jest nieoficjalnie z zachowaniem nadzwyczajnych środków ostrożności. Sprawozdanie z działalności w tym kraju dołączane jest do ogólnego z 33 krajów, w których jest ona ograniczona prawnie lub zakazana. Działalność nadzoruje brytyjskie biuro oddziału.

#### Historia
Działalność rozpoczęli w 1926 roku współwyznawcy z Indii. W 1957 roku przybyli do Kabulu współwyznawcy ze Stanów Zjednoczonych, m.in. Philip Zimmerman wraz z żoną i matką. Pracował na stołecznym lotnisku. Działalność prowadził głównie wśród obcokrajowców. W 1959 roku z Niemiec przybył Werner Schwarze, który działał w regionie Kabulu. Wkrótce dołączyła do niego żona i dwie córki. W 1960 roku w stolicy powstał zbór. Rok później przybyli misjonarze Szkoły Gilead. W 1962 roku w Kabulu przemawiał Milton Henschel. Do Kabulu przeniósł się wtedy Werner Schwarze oraz Muecke (jego zięć) z Niemiec. W 1971 roku grupa afgańskich Świadków Jehowy i jedna osoba z tego kraju uczestniczyła w kongresie pod hasłem „Imię Boże” w pakistańskim Lahaur. W 1974 roku zanotowano liczbę 12 głosicieli, a w 1979 roku zostało ich siedmiu, gdyż większość zagranicznych głosicieli opuściła kraj. Ostatnie opublikowane sprawozdanie z działalności w Afganistanie zamieszczono w 1981 roku; głosiciele należeli wówczas do jednego zboru. Od 1982 roku zaprzestano publikowania oficjalnych danych i informacji o losach Świadków Jehowy z tego kraju. W 2007 roku dwóch Afgańczyków zaznajomiło się z naukami tego wyznania na Słowacji, po czym wyjechało, by kontynuować poznawanie tej religii w swojej ojczyźnie. Publikacje Świadków Jehowy wydawane są w językach paszto i perskim (dari), używanych przez większość Afgańczyków, i w tych językach dostępny jest także oficjalny serwis internetowy – jw.org.

### Świadkowie Jehowy w Arabii Saudyjskiej
Świadkowie Jehowy w Arabii Saudyjskiej – społeczność wyznaniowa w Arabii Saudyjskiej. Sprawozdanie z działalności w tym kraju dołączane jest do ogólnego z 33 krajów, w których jest ona ograniczona prawnie lub zakazana. Działalność nadzoruje brytyjskie Biuro Oddziału.

#### Historia
Działalność rozpoczęło w 1952 roku dwóch Świadków Jehowy z Libanu w mieście Dżudda, a potem jeszcze inni obcokrajowcy, m.in. z Bliskiego Wschodu i z Afryki, przebywający w tym kraju. W roku 1954 z przyczyn zawodowych do Arabii Saudyjskiej przeniósł się pewien głosiciel ze Stanów Zjednoczonych, który na kongresie pod hasłem „Społeczeństwo Nowego Świata” w Londynie został ochrzczony. Liczba głosicieli oscylowała pomiędzy 2 a 30. Wielu z nich było obecnych na kongresach w innych krajach. Część osób, które zaznajomiły się z tą religią w Arabii Saudyjskiej, działała później w innych krajach (m.in. w Stanach Zjednoczonych). Według Radia New Zealand w 2009 roku członkowi tego wyznania, który był w tym kraju torturowany, udało się uciec za granicę, unikając w ten sposób kary śmierci. Obecnie nawet zagraniczni Świadkowie Jehowy, odwiedzający ten kraj, nie mają prawa zgromadzać się razem i modlić. Obowiązuje zakaz posiadania Biblii. Działalność prowadzona jest potajemnie. Zebrania religijne odbywają się w mieszkaniach prywatnych z zachowaniem nadzwyczajnych środków ostrożności. Większość z wyznawców to obcokrajowcy.

### Świadkowie Jehowy w Armenii
Świadkowie Jehowy w Armenii – społeczność wyznaniowa w Armenii, licząca 11 313 głosicieli, należących do 134 zborów. Na dorocznej uroczystości Wieczerzy Pańskiej (Pamiątce) zgromadziło się 25 977 osób (2023). Biuro Oddziału mieści się w Erywaniu. Regularną działalność w tym kraju rozpoczęto w 1975 roku.

### Świadkowie Jehowy w Azerbejdżanie
Świadkowie Jehowy w Azerbejdżanie – społeczność wyznaniowa w Azerbejdżanie, licząca 1736 głosicieli, należących do 23 zborów. Na dorocznej uroczystości Wieczerzy Pańskiej (Pamiątce) zgromadziły się 3642 osoby (2023). Działalność nadzoruje gruzińskie Biuro Oddziału. Działalność kaznodziejską w Azerbejdżanie rozpoczęto w 1960 roku.

### Świadkowie Jehowy w Bahrajnie
Świadkowie Jehowy w Bahrajnie – społeczność wyznaniowa w Bahrajnie. Sprawozdanie z działalności w tym kraju dołączane jest do ogólnego z 33 krajów, gdzie działalność Świadków Jehowy jest ograniczona prawnie lub zakazana. Działalność nadzoruje brytyjskie Biuro Oddziału.

#### Historia
Działalność rozpoczęli w 1961 roku obcokrajowcy. Pod koniec lat 60. XX wieku przybyła tu współwyznawczyni z Wielkiej Brytanii, która propagowała to wyznanie nieoficjalnie, głównie wśród obcokrajowców. Według danych Missionary Atlas Project w Bahrajnie istnieją dwa zbory, składające się z około 30 członków. Według szacunków wzrost ich liczebności następuje o ok. 9% rocznie.

### Świadkowie Jehowy w Bangladeszu
Świadkowie Jehowy w Bangladeszu – społeczność wyznaniowa w Bangladeszu, licząca 346 głosicieli, należących do 6 zborów (w miastach Dhaka, Ćottogram, Khulna i Meherpur). Na uroczystości Wieczerzy Pańskiej (Pamiątce) zgromadziło się 1189 osób (2023). Działalność nadzoruje japońskie Biuro Oddziału. Działalność rozpoczęto w roku 1932.

### Świadkowie Jehowy w Bhutanie
Świadkowie Jehowy w Bhutanie – społeczność wyznaniowa w Bhutanie. Sprawozdanie z działalności w tym kraju dołączane jest do ogólnego z 33 krajów, gdzie działalność Świadków Jehowy jest ograniczona prawnie lub zakazana. 

#### Historia
W 1976 roku działalność rozpoczęli obcokrajowcy, m.in. Świadkowie Jehowy z Nepalu i Indii. W roku 2015 trójka głosicieli wznowiła działalność. Na uroczystości Wieczerzy Pańskiej (Pamiątce) zgromadziło się 7 osób (2015). W listopadzie 2019 roku w serwisie internetowym jw.org udostępniono pierwszy film w języku dzongkha (pismo tybetańskie), a we wrześniu 2021 roku publikacje drukowane, serwis internetowy jw.org oraz dodatkowo film w języku dzongkha (z opisem w alfabecie łacińskim).

### Świadkowie Jehowy w Brunei
Świadkowie Jehowy w Brunei – społeczność wyznaniowa w Brunei. Sprawozdanie z działalności w tym kraju dołączane jest do ogólnego z 33 krajów, gdzie ich działalność jest ograniczona prawnie lub zakazana. Działalność nadzoruje malezyjskie Biuro Oddziału.

#### Historia
Działalność rozpoczęto w 1972 roku. W 1987 roku było 8 głosicieli, w 1994 – 20, a rok później założono pierwszy zbór, składający się z 29 głosicieli, w tym też roku na Wieczerzy Pańskiej (Pamiątce) zebrały się 64 osoby. Wspólnota religijna działa od 1995 roku nieoficjalnie. Działalność misyjna i kaznodziejska jest w tym kraju zabroniona. Miejscowi głosiciele prowadzą ją potajemnie. Zebrania religijne odbywają się w mieszkaniach prywatnych z zachowaniem nadzwyczajnych środków ostrożności. Rząd nie pozwala na przyjazd pracowników chrześcijańskich; zabronione jest też posiadanie Biblii i publikacji chrześcijańskich. Według danych Missionary Atlas Project w Brunei istnieje zbór, składający się z około 45 członków.

### Świadkowie Jehowy w Chinach
Świadkowie Jehowy w Chinach – społeczność wyznaniowa w Chinach, licząca około kilkuset głosicieli. W Chinach działalność jest oficjalnie ograniczona i jest prowadzona nieoficjalnie, z zachowaniem nadzwyczajnych środków ostrożności. Legalnie działają społeczności Świadków Jehowy w Hongkongu – 5464 głosicieli, należących do 70 zborów, i w Makau – 379 głosicieli w 6 zborach (2023). Działalność rozpoczęto w 1883 roku. Sprawozdanie z działalności w Chinach dołączane jest do ogólnego z 33 krajów, gdzie ich działalność jest ograniczona prawnie lub zakazana.

### Świadkowie Jehowy na Cyprze
Świadkowie Jehowy na Cyprze – społeczność wyznaniowa na Cyprze, należąca do ogólnoświatowej wspólnoty wyznaniowej Świadków Jehowy, licząca 3116 głosicieli, należących do 41 zborów. Na dorocznej uroczystości Wieczerzy Pańskiej (Pamiątce) zgromadziły się 5673 osoby (2023). Działalność miejscowych głosicieli koordynuje greckie Biuro Oddziału. Biuro Krajowe znajduje się w Dali. Działalność rozpoczęto w 1922 roku.

### Świadkowie Jehowy na Filipinach
Świadkowie Jehowy na Filipinach – społeczność wyznaniowa na Filipinach, licząca 253 876 głosicieli należących do 3552 zborów. Na dorocznej uroczystości Wieczerzy Pańskiej (Pamiątce) zgromadziło się 665 087 osób (2023). Biuro Oddziału znajduje się w Manili. Działalność rozpoczęto w 1908 roku.

### Świadkowie Jehowy w Gruzji
Świadkowie Jehowy w Gruzji – społeczność wyznaniowa w Gruzji, licząca 18 841 głosicieli, należących do 224 zborów. Na dorocznej uroczystości Wieczerzy Pańskiej (Pamiątce) zgromadziło się 34 169 osób (2023). Biuro Oddziału znajduje się w Tbilisi. Działalność rozpoczęto w 1953 roku.

### Świadkowie Jehowy w Hongkongu
Świadkowie Jehowy w Hongkongu – społeczność wyznaniowa w Hongkongu, licząca 5464 głosicieli, należących do 70 zborów. Na dorocznej uroczystości Wieczerzy Pańskiej (Pamiątce) zgromadziło się 9349 osób (2023). Mieści się tam również Biuro Oddziału. Działalność rozpoczęto w 1912 roku.

### Świadkowie Jehowy w Indiach

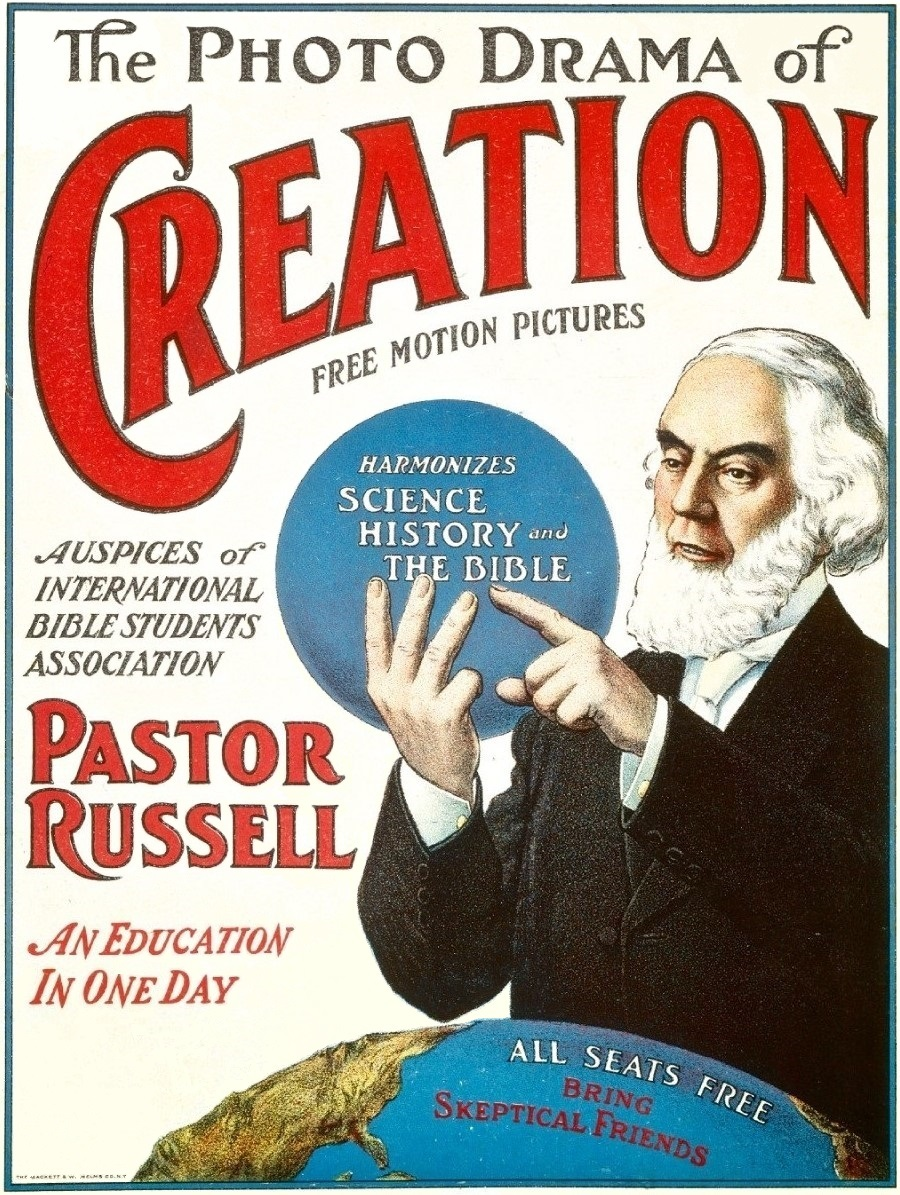
Fotodramę stworzenia
rozpoczęto wyświetlać
w 1916 w Indiach,
w 1917 na Cejlonie,
a w 1920 w Palestynie

Świadkowie Jehowy w Indiach – społeczność wyznaniowa w Indiach, licząca 57 795 głosicieli, należących do 999 zborów. Na dorocznej uroczystości Wieczerzy Pańskiej (Pamiątce) zgromadziło się 166 521 osób (2023). Biuro Oddziału mieści się w Rajanukunte koło Bangalore. Działalność rozpoczęto tu w 1905 roku.

### Świadkowie Jehowy w Indonezji
Świadkowie Jehowy w Indonezji – społeczność wyznaniowa  w Indonezji, licząca 31 023 głosicieli, należących do 491 zborów. Na dorocznej uroczystości Wieczerzy Pańskiej (Pamiątce) zgromadziło się 61 059 osób (2023). Biuro Oddziału znajduje się w Dżakarcie. Działalność rozpoczęto w latach 30. XX wieku.

### Świadkowie Jehowy w Iraku
Świadkowie Jehowy w Iraku – społeczność wyznaniowa w Iraku. Sprawozdanie z działalności w tym kraju dołączane jest do ogólnego z 33 krajów, gdzie działalność tego wyznania jest ograniczona prawnie lub zakazana.

#### Historia
W 1952 roku do Bagdadu przybyło dwóch Świadków Jehowy z Syrii. Rok później w tym mieście działało też dwóch misjonarzy Szkoły Gilead. W 1954 roku było 5 głosicieli, w następnym roku – 7. W połowie lat 50. XX wieku miejscowych wyznawców odwiedził Najib Salem z Libanu. Razem z ok. 20 głosicielami w tym kraju, prowadził działalność kaznodziejską od domu do domu. W roku 1955 do Iraku przybyło małżeństwo misjonarzy – Miltiadis i Doris Stavrou. Co najmniej od połowy lat 50. XX wieku w domu misjonarskim w Bagdadzie organizowano zebrania w języku arabskim. Świadkami Jehowy zostawali głównie Asyryjczycy. Chrzest odbywał się w rzece Eufrat. Latem 1958 roku misjonarze zostali deportowani, pozostał tylko jeden głosicielka pochodząca z Anglii. W 1974 roku było ich 44. W roku 1980 większość zagranicznych głosicieli zmuszona została przez władze do opuszczenia Iraku, pozostało wówczas tylko 7 miejscowych głosicieli. UNHCR zakłada, że miejscowi Świadkowie Jehowy mają ograniczenia z powodu wzrostu zagrożenia bezpieczeństwa, szczególnie w południowej i środkowej części kraju w prowadzonej przez nich działalności kaznodziejskiej, która podlega karze. Według niezależnych irackich źródeł obecnie grupa głosicieli oscyluje wokół liczby 100–150 osób, które z zachowaniem nadzwyczajnych środków ostrożności, spotykają się na zebraniach religijnych w domach prywatnych. Na początku lat 90. XX wieku współwyznawcy z Japonii i z Libanu, nadzorujący ich działalność w tym kraju, skierowali do rządu irackiego prośbę o przywrócenie praw ich wyznaniu, wniosek ten został jednak odrzucony. Po upadku dyktatury pojawiły się nowe aktywne grupy – szczególnie na południu i zachodzie kraju. Niektórzy głosiciele z innych rejonów z uwagi na prześladowania wyemigrowali do sąsiedniej Jordanii. Wielu Irakijczyków (w tym Kurdów i Asyryjczyków) zostało Świadkami Jehowy poza granicami Iraku. Działalność prowadzona jest potajemnie. Świadkowie Jehowy wydają publikacje w języku arabskim, również w dialekcie irackim, oraz w asyryjskim, asyryjsko-chaldejskim (Silopi) oraz kurdyjskim. W tych językach dostępny jest także oficjalny serwis internetowy – jw.org.

### Świadkowie Jehowy w Iranie
Świadkowie Jehowy w Iranie – społeczność wyznaniowa w Iranie. Sprawozdanie z ich działalności dołączane jest do ogólnego z 33 krajów, gdzie działalność tego wyznania jest ograniczona prawnie lub zakazana.

#### Historia
W lutym 1948 roku pewien pionier rozpoczął działalność kaznodziejską w Abadanie. W tym samym roku została wydana pierwsza publikacja Świadków Jehowy w języku perskim. W roku 1949 przybyli pierwsi misjonarze, absolwenci Szkoły Gilead. W 1956 roku w Teheranie działało 2 pionierów. Latem 1958 roku do tego miasta przybyło małżeństwo misjonarzy – Miltiadis i Doris Stavrou, którzy przez pół roku ostrożnie prowadzili działalność kaznodziejską wśród obcokrajowców. W 1959 roku przybyli kolejni głosiciele — dwóch z Niemiec i dwóch z Kanady. W Teheranie powstał zbór składający się z trzech Amerykanów, pięciu Brytyjczyków, dwóch Kanadyjczyków, dwóch Izraelczyków, jednego Rosjanina i dwóch Ormian. Od 1980 roku głosiciele działają nieoficjalnie, po delegalizacji przez ówczesne władze. W 1959 roku powstał 18-osobowy zbór. W 1960 roku ich liczba wynosiła 24, a w 1971 roku – 30 osób. W 1975 roku w celach zawodowych przyjechało na dwa lata do Teheranu filipińskie małżeństwo – Ricardo i Aerea Mendoza Malicsi. W stolicy działała wówczas mała grupa głosicieli 13 narodowości. W tym okresie kilka filipińskich i koreańskich rodzin zostało Świadkami Jehowy. Liczba Świadków Jehowy w 1977 roku wynosiła 61 głosicieli. W tym też roku przybyli do Iranu misjonarze Szkoły Gilead – Jack i Linda Johanssonowie. W stolicy zorganizowali nowe Biuro Oddziału. W lipcu 1980 roku władze zmusiły wszystkich misjonarzy do opuszczenia kraju. Rząd irański oficjalnie uznał działalność tego wyznania za rozwiązaną. Pozostało wówczas w kraju 38 głosicieli. Obecnie w Iranie działają nieoficjalnie miejscowi Świadkowie Jehowy. Działalność prowadzona jest potajemnie. Zebrania religijne odbywają się w mieszkaniach prywatnych z zachowaniem środków ostrożności. Z uwagi na bezpieczeństwo głosicieli, nie publikuje się obecnie oficjalnych, szczegółowych danych na temat ich liczebności. W grudniu 2021 roku opublikowano Pismo Święte w Przekładzie Nowego Świata w j. perskim.

### Świadkowie Jehowy w Izraelu (wraz z Autonomią Palestyńską)
Świadkowie Jehowy w Izraelu – społeczność wyznaniowa w Izraelu (wraz z Autonomią Palestyńską), licząca 2207 głosicieli (w Izraelu: 2129; w Autonomii Palestyńskiej: 78), należących do 34 zborów (w Izraelu: 32; w Autonomii Palestyńskiej: 2). Na dorocznej uroczystości Wieczerzy Pańskiej (Pamiątce) zgromadziło się 4048 osób (w Izraelu: 3835; w Autonomii Palestyńskiej: 213) (2023). Biuro Oddziału znajduje się w Tel Awiwie, a Biuro Krajowe (dla Autonomii Palestyńskiej) w Betlejem. Działalność na tym terenie rozpoczęto w drugiej dekadzie XX wieku.

### Świadkowie Jehowy w Japonii
Świadkowie Jehowy w Japonii – społeczność wyznaniowa w Japonii, licząca 214 457 głosicieli, należących do 2888 zborów. Na dorocznej uroczystości Wieczerzy Pańskiej (Pamiątce) zgromadziło się 296 139 osób (2023). Biuro Oddziału znajduje się w Ebinie. Działalność rozpoczęto w 1911 roku.

### Świadkowie Jehowy w Jemenie
Świadkowie Jehowy w Jemenie – społeczność wyznaniowa w Jemenie. Sprawozdanie z działalności w tym kraju dołączane jest do ogólnego z 33 krajów, w których działalność tego wyznania jest ograniczona prawnie lub zakazana. Działalność koordynuje etiopskie Biuro Oddziału.

#### Historia
W 1912 roku w Adenie przemawiał Charles Taze Russell. W 1952 roku w tym mieście dwóch przyjezdnych wyznawców rozpoczęło regularne krzewienie tej religii. W 1964 roku liczba głosicieli wzrosła do 10 osób. Na początku lat 70. XX wieku sudańska współwyznawczyni osiedliła się w Jemenie i kontynuowała pracę ewangelizacyjną. Wkrótce dołączyło do niej pięciu głosicieli, przybyłych z innych krajów. W 1986 roku na Wieczerzy Pańskiej zebrało się 15 osób. Pod koniec lat 80. XX wieku przyjechało tu kilku afrykańskich współwyznawców. Delegacja Świadków Jehowy z tego kraju była obecna w dniach 13–15 stycznia 1994 roku na kongresie pod hasłem „Pouczani przez Boga” w Addis Abebie w Etiopii. Większość głosicieli to cudzoziemcy. Rząd nie przyznał im legalizacji, ale w ograniczonym zakresie pozwala na istnienie tego wyznania oraz na korzystanie z Sal Królestwa, które zostały wybudowane na przeł. XX/XXI wieku w ramach programu ich budowy w krajach uboższych.

### Świadkowie Jehowy w Jordanii
Świadkowie Jehowy w Jordanii – społeczność wyznaniowa w Jordanii, licząca kilkuset głosicieli. Od końca lat 80. XX wieku ich działalność w tym kraju jest zdelegalizowana i prowadzona jest nieoficjalnie, chociaż władze pozwalają na zgromadzanie się we własnych Salach Królestwa. Sprawozdanie z działalności w tym kraju dołączane jest do ogólnego z 33 krajów, w których działalność tego wyznania jest ograniczona prawnie lub zakazana.

#### Historia
Działalność rozpoczęto w 1891 roku, gdy Charles Taze Russell przebywał z wizytą na terenie Palestyny. W 1909 i 1910 roku przemawiał w Jerozolimie. W 1948 roku w granicach kraju pozostało 30 głosicieli. W 1951 roku połączono zbory w dwa, w których było 25 głosicieli. W roku 1951 i w 1952 wodach rzeki Jordan odbył się chrzest nowych wyznawców. Na przełomie 1951 i 1952 roku Jordanię odwiedził Nathan Homer Knorr. W roku 1952 w ramach akcji „niesienia pomocy materialnej potrzebującym braciom w kraju zrujnowanym przez wojnę”, Świadkowie Jehowy w Jordanii otrzymali taką pomoc, w postaci paczek z żywnością, odzieżą i obuwiem od współwyznawców z innych krajów. W 1953 roku w trzech zborach działało 109 głosicieli. Przybyli pierwsi misjonarze Szkoły Gilead. W marcu 1955 roku dwie pionierki specjalne rozpoczęły działalność w Ammanie. Na początku 1957 roku duchowieństwo chrześcijańskie w Jordanii wezwało rząd do zakazania ich działalności i obłożenia zakazem publikacji Świadków Jehowy. Domy Świadków Jehowy zostało przeszukane, a ich literatura została skonfiskowana. Za jej posiadanie Farah Bakhit został skazany na rok pozbawienia wolności, został też wydalony ze swojego stanowiska w urzędzie pocztowym. W ciągu kilku lat aresztowano większość głosicieli. Niektórzy zostali zwolnieni po przesłuchaniu, inni  w areszcie przebywali kilka miesięcy. W 1959 roku podczas rozprawy w Sądzie Najwyższym Jordanii przedstawiono dowody wykazujące, że Świadkowie Jehowy nie są syjonistami, ani też izraelskimi szpiegami. W tym samym roku o brutalnym prześladowaniu jordańskich wyznawców z powodu ich neutralności informowały publikacje Świadków Jehowy, a z całego świata nadeszło tysiące listów do rządu i króla Jordanii, z prośbą o ich zaprzestanie. W 1960 roku król Husajn I wyznaczył trzyosobową komisję do zbadania sprawy Świadków Jehowy. Komitet podjął śledztwo, przedłożył też raport dla rządu. W marcu 1960 roku dekret rządowy uznał Świadków Jehowy za wspólnotę religijną w Jordanii, mającą prawo do praktykowania swojej religii. Zakaz został zniesiony. Sale Królestwa zostały ponownie otwarte. W marcu 1961 roku małżeństwo Nussrallah, jako dwoje amerykańskich misjonarzy, przeniosło się do Ramallah, a w marcu następnego roku przenieśli się do Ammanu. W lutym 1962 roku kraj odwiedził Milton Henschel. We wrześniu 1962 roku w stolicy otworzono Biuro Oddziału. W 1963 roku kraj gościł delegatów kongresu międzynarodowego pod hasłem „Wiecznotrwała dobra nowina”. W roku 1963 rząd, po kolejnym wezwaniu duchowieństwa chrześcijańskiego, nałożył zakaz na publikacje Świadków Jehowy, a 27 października 1964 roku rząd nałożył ograniczenia na całą działalność tego wyznania. Zamknięto Biuro Oddziału i Sale Królestwa. Zaczęto spotykać się w domach prywatnych. Nadzór nad działalnością w tym kraju przejęło libańskie Biuro Oddziału w Bejrucie. Misjonarze pozostali w Jordanii do zimy 1965 roku, kiedy to zmuszeni byli opuścić kraj. Pomimo usilnych starań, nie udało się odzyskać legalizacji działalności. W 1968 roku, ze względu na kolejne przesunięcie granic, liczba głosicieli w kraju wynosiła 19 osób w zborze w Ammanie, a zbory w Ramallah i w Bajt Dżala znalazły się na terenie Izraela. W 1969 roku czterech pionierów specjalnych na rok przeniosło się z Libanu do Jordanii. W 1986 roku ostatnie oficjalne opublikowane sprawozdanie stwierdzało, że w Jordanii działało około 98 głosicieli w dwóch zborach. W 2006 roku pomimo usilnych starań rząd nadal nie przyznał im pełnej legalizacji, ale w ograniczonym zakresie pozwala na istnienie tego wyznania oraz na oficjalne korzystanie z Sal Królestwa. Świadkowie Jehowy wydają publikacje w języku arabskim, a niektóre filmy również w dialekcie jordańskim. W tym dialekcie dostępny jest także oficjalny serwis internetowy – jw.org.

### Świadkowie Jehowy w Kambodży
Świadkowie Jehowy w Kambodży – społeczność wyznaniowa w Kambodży, licząca 1116 głosicieli należących do 17 zborów. Na dorocznej uroczystości Wieczerzy Pańskiej (Pamiątce) zgromadziło się 2545 osób (2023). Działalność miejscowych głosicieli koordynuje japońskie Biuro Oddziału. Działalność rozpoczęto w latach 30. XX wieku.

### Świadkowie Jehowy w Katarze
Świadkowie Jehowy w Katarze – społeczność wyznaniowa w Katarze. Sprawozdanie z działalności w tym kraju dołączane jest do ogólnego z 33 krajów, gdzie ich działalność jest ograniczona prawnie lub zakazana. Działalność nadzoruje brytyjskie Biuro Oddziału.

#### Historia
Działalność we wrześniu 1955 roku rozpoczęło dwóch Świadków Jehowy z Jordanii, a kontynuowali ją przyjezdni Świadkowie Jehowy z innych krajów. W 1970 roku działał tam jeden głosiciel przybyły z Indii. Świadkowie gromadzą się na zebraniach religijnych w domach i mieszkaniach prywatnych z zachowaniem środków ostrożności.

### Świadkowie Jehowy w Kazachstanie
Świadkowie Jehowy w Kazachstanie – społeczność wyznaniowa w Kazachstanie, licząca 17 287 głosicieli, należących do 229 zborów. Na dorocznej uroczystości Wieczerzy Pańskiej (Pamiątce) zgromadziło się 31 006 osób (2023). Biuro Oddziału znajduje się w Jesyk, koło Ałmaty. Działalność rozpoczęto w 1891 roku.

### Świadkowie Jehowy w Kirgistanie
Świadkowie Jehowy w Kirgistanie – społeczność wyznaniowa w Kirgistanie, licząca 5167 głosicieli, należących do 86 zborów. Na dorocznej uroczystości Wieczerzy Pańskiej (Pamiątce) zgromadziło się 10 146 osób (2023). Biuro Oddziału znajduje się w Biszkeku. Działalność rozpoczęto około 1930 roku.

### Świadkowie Jehowy w Korei Południowej
Świadkowie Jehowy w Korei Południowej – społeczność wyznaniowa w Korei Południowej, licząca 106 161 głosicieli, należących do 1252 zborów. Na dorocznej uroczystości Wieczerzy Pańskiej (Pamiątce) zgromadziło się 138 920 osób (2023). Biuro Oddziału znajduje się w Kongdo. Działalność rozpoczęto w 1912 roku.

### Świadkowie Jehowy w Korei Północnej
Świadkowie Jehowy w Korei Północnej – społeczność wyznaniowa w Korei Północnej. Miejscowi głosiciele działalność prowadzą nieoficjalnie, z zachowaniem nadzwyczajnych środków ostrożności. Sprawozdanie z działalności w tym kraju dołączane jest do ogólnego z 33 krajów, gdzie jest ona ograniczona prawnie lub zakazana.

#### Historia
Działalność na terenach Korei zainicjowali w 1912 roku zagraniczni współwyznawcy. W 1933 roku w okolicy Pjongjang policja aresztowała działających tam głosicieli. Urzędnicy z Pjongjangu zniszczyli wówczas ogromne ilości publikacji wyznania. Oprócz Pjongjangu zbór działał również w Sariwŏn. Działalność objęła wiele miejscowości północnej części Półwyspu Koreańskiego, a wielu z jej mieszkańców została członkami tego wyznania. Podczas japońskiej okupacji dziesiątki z nich trafiły za odmowę wzięcia udziału w wojnie do więzienia, gdzie byli poddawani torturom. Więziono ich od czerwca 1939 do sierpnia 1945 roku. Po zakończeniu II wojny światowej zostali uwolnieni i zaczęli się razem spotykać na zebraniach religijnych. Większość z nich jednak wyjechała na południe, gdzie w zborze w Seulu cieszyli się większą wolnością wyznania. Wkrótce na terytorium komunistycznej Korei pozostała nieliczna grupa wyznawców.

### Świadkowie Jehowy w Kuwejcie
Świadkowie Jehowy w Kuwejcie – społeczność wyznaniowa w Kuwejcie. Sprawozdanie z działalności w tym kraju dołączane jest do ogólnego z 33 krajów, gdzie ich działalność jest ograniczona prawnie lub zakazana. Działalność nadzoruje brytyjskie Biuro Oddziału.

#### Historia
Działalność zainicjował w 1952 roku przebywający tam libański Świadek Jehowy. W roku 1959 założono zbór liczący 16 głosicieli, pochodzących z Anglii, Libanu, Jordanii i innych krajów arabskich. W 1980 roku działało 29 głosicieli. Aktualnie działalność prowadzona jest nieoficjalnie z zachowaniem środków ostrożności. Zebrania religijne prowadzone są potajemnie w mieszkaniach prywatnych.

### Świadkowie Jehowy w Laosie
Świadkowie Jehowy w Laosie – społeczność wyznaniowa w Laosie. Działalność wyznania jest ograniczona prawnie, nadzór nad nią sprawuje Biuro Oddziału w Tajlandii. Sprawozdanie z Laosu jest dołączane do ogólnego z 33 krajów, gdzie działalność religijna Świadków Jehowy jest ograniczona prawnie lub zakazana.

#### Historia
W grudniu 1958 roku do Wientianu przyjechało dwóch misjonarzy, absolwentów Szkoły Gilead, którzy rozpoczęli działalność kaznodziejską. Wkrótce zanotowano liczbę 5 głosicieli. Czterech kolejnych misjonarzy przybyło do Laosu w marcu 1959 roku, a sześciu w grudniu 1960 roku. W Savannakhét założono dom misjonarski. W 1962 roku działało 11 głosicieli. Począwszy od 1964 roku przydzielano doświadczonych pionierów z Filipin do pomocy działającym w Laosie misjonarzom. W kwietniu 1965 roku Ricardo Malisci (z Filipin), będąc kierownikiem sekcji ratowniczej na międzynarodowym lotnisku w Wientianie, wraz z żoną przez 3 lata współpracował z grupą 24 miejscowych Świadków Jehowy. W roku 1967 dołączyli do tej grupy kolejni misjonarze. W kongresie pod hasłem „Imię Boże” w roku 1971 uczestniczyło 75 osób. W 1973 roku zanotowano liczbę 54 głosicieli. W roku 1975 funkcjonowały dwa zbory – w stolicy oraz w Savannakhét. W roku 1995 w Laosie działało około 300 głosicieli. Od 1976 roku w Laosie kilkuset głosicieli prowadzi działalność nieoficjalnie, pomimo licznych prób ponownego zalegalizowania wyznania. 16 sierpnia 2019 roku na kongresie regionalnym pod hasłem „Miłość nigdy nie zawodzi!” w Nong Khai w Tajlandii ogłoszono wydanie Chrześcijańskich Pism Greckich w Przekładzie Nowego Świata w języku laotańskim. Rząd nie przyznał legalizacji, ale w ograniczonym zakresie pozwala na istnienie tego wyznania oraz na oficjalne korzystanie z Sal Królestwa, które zostały wybudowane na przełomie XX/XXI wieku w ramach programu ich budowy w krajach uboższych. Oficjalne zebrania zborowe odbywają się m.in. w stolicy kraju. Świadkowie Jehowy wydają publikacje w języku laotańskim oraz dżarajskim (jarai).

### Świadkowie Jehowy w Libanie
Świadkowie Jehowy w Libanie – społeczność wyznaniowa w Libanie (najliczniejsza na Bliskim Wschodzie) licząca 3684 głosicieli należących do 57 zborów. Na dorocznej uroczystości Wieczerzy Pańskiej (Pamiątce) zgromadziło się 6458 osób (2016). Sprawozdanie z działalności w tym kraju dołączane jest do ogólnego z 33 krajów, gdzie ich działalność jest ograniczona prawnie lub zakazana. Działalność nadzoruje włoskie Biuro Oddziału. Działalność rozpoczęto w 1921 roku.

### Świadkowie Jehowy w Makau
Świadkowie Jehowy w Makau – społeczność wyznaniowa w Makau, licząca 379 głosicieli należących do 6 zborów. Na dorocznej uroczystości Wieczerzy Pańskiej (Pamiątce) zgromadziły się 824 osoby (2023). Działalność nadzoruje Biuro Oddziału w Hongkongu. Działalność rozpoczęto w 1961 roku.

### Świadkowie Jehowy na Malediwach
Świadkowie Jehowy na Malediwach – społeczność wyznaniowa na Malediwach. Obecnie sprawozdanie z działalności w tym kraju dołączane jest do ogólnego z 33 krajów, gdzie ich działalność jest ograniczona prawnie lub zakazana. Działalność nadzoruje Biuro Oddziału w Sri Lance.

#### Historia
Działalność zainicjowali pod koniec lat 70. XX wieku obcokrajowcy, a kontynuowali ją przyjezdni współwyznawcy z innych krajów, głównie w stolicy kraju. W 1998 roku wydalono kilku cudzoziemców podejrzanych o działalność kaznodziejską, a niektórych miejscowych wyznawców aresztowano. Działalność misjonarska jest w tym kraju zabroniona. Obywatele Malediwów, którzy wyznają religię inną niż islam, tracą obywatelstwo i muszą nawet liczyć się torturami. Kilka razy w ciągu ostatniej dekady wydalono ich z kraju. Działalność prowadzona jest potajemnie. Zebrania religijne odbywają się w mieszkaniach prywatnych z zachowaniem nadzwyczajnych środków ostrożności. Zabroniony jest przywóz na teren kraju przedmiotów związanych z religiami innymi niż islam, w tym Biblii. W ograniczony sposób działalność kaznodziejską nieoficjalnie prowadzą zagraniczni pracownicy sektora turystycznego, jak i sami turyści, czyniąc to głównie wśród zagranicznych mieszkańców kraju oraz turystów, przede wszystkim wśród chrześcijan.

### Świadkowie Jehowy w Malezji
Świadkowie Jehowy w Malezji – społeczność wyznaniowa w Malezji, licząca 5645 głosicieli, należących do 119 zborów. Na dorocznej uroczystości Wieczerzy Pańskiej (Pamiątce) zgromadziły się 11 982 osoby (2023). Biuro Oddziału znajduje się w Malakce. Działalność rozpoczęto w 1912 roku.

### Świadkowie Jehowy w Mjanmie (Birmie)
Świadkowie Jehowy w Mjanmie – społeczność wyznaniowa w Mjanmie (Birmie), licząca 5171 głosicieli, należących do 96 zborów. Na dorocznej uroczystości Wieczerzy Pańskiej (Pamiątce) zgromadziło się 11 975 osób (2023). Biuro Oddziału znajduje się w Rangunie. Działalność rozpoczęto w 1914 roku.

### Świadkowie Jehowy w Mongolii
Świadkowie Jehowy w Mongolii – społeczność wyznaniowa w Mongolii, licząca 432 głosicieli, należących do 8 zborów. Na dorocznej uroczystości Wieczerzy Pańskiej (Pamiątce) zgromadziło się 1337 osób (2023). Działalność nadzoruje japońskie Biuro Oddziału, a Biuro Krajowe i Biuro Tłumaczeń znajduje się w Ułan Bator. Działalność rozpoczęto w 1996 roku.

### Świadkowie Jehowy w Nepalu
Świadkowie Jehowy w Nepalu – społeczność wyznaniowa w Nepalu, licząca 2823 głosicieli, należących do 43 zborów. Na dorocznej uroczystości Wieczerzy Pańskiej (Pamiątce) zgromadziły się 8064 osoby (2023). Działalność miejscowych głosicieli koordynuje japońskie Biuro Oddziału, a Biuro Krajowe znajduje się w Katmandu. Działalność rozpoczęto w 1970 roku.

### Świadkowie Jehowy w Omanie
Świadkowie Jehowy w Omanie – społeczność wyznaniowa w Omanie. Obecnie sprawozdanie z działalności w tym kraju dołączane jest do ogólnego z 33 krajów, gdzie ich działalność jest ograniczona prawnie lub zakazana. Działalność nadzoruje brytyjskie Biuro Oddziału.

#### Historia
Działalność zainicjowali pod koniec lat 40. XX wieku misjonarze Szkoły Gilead, potem kontynuowali ją w latach 70. XX wieku obcokrajowcy, przyjezdni współwyznawcy z innych krajów. W połowie lat 80. XX wieku do ich grona dołączyła grupa zainteresowanych, głównie z Indii. Działalność prowadzona jest nieoficjalnie z zachowaniem środków ostrożności. Zebrania religijne prowadzone są potajemnie w mieszkaniach prywatnych. Tylko cudzoziemcy mogą praktykować swoje wyznanie, działalność kaznodziejską prowadzą więc głównie wśród cudzoziemców. Z powodu prawa państwowego większość miejscowych Świadków Jehowy musiała opuścić kraj. Wiadomo o jednej istniejącej ok. 20-osobowej grupie wyznawców, którzy tu pozostali.

### Świadkowie Jehowy w Pakistanie
Świadkowie Jehowy w Pakistanie – społeczność wyznaniowa w Pakistanie, licząca 1259 głosicieli należących do 16 zborów. Na dorocznej uroczystości Wieczerzy Pańskiej (Pamiątce) zgromadziło się 4378 osób (2023). Działalność nadzoruje brytyjskie Biuro Oddziału. Działalność rozpoczęto w 1905 roku.

### Świadkowie Jehowy w Rosji
Świadkowie Jehowy w Rosji – społeczność wyznaniowa w Rosji, licząca około 175 000 głosicieli należących do około 2315 zborów. Na dorocznej uroczystości Wieczerzy Pańskiej (Pamiątce) zebrało się około 300 000 osób (2020). Obecnie sprawozdanie z działalności w tym kraju dołączane jest do ogólnego z 33 krajów, gdzie ich działalność jest ograniczona prawnie lub zakazana. 20 kwietnia 2017 roku, po kilkunastu latach stopniowego ograniczania działalności Świadków Jehowy, rosyjski Sąd Najwyższy zdelegalizował Centrum Administracyjne Świadków Jehowy w Rosji oraz uznał wszystkie prawnie zarejestrowane lokalne organizacje religijne (LRO), którymi posługują się Świadkowie Jehowy, za organizacje „ekstremistyczne”. Wyrok ten został podtrzymany przez Sąd Najwyższy 17 lipca 2017 roku, co w praktyce oznaczało zakaz działalności na terenie Rosji. Po wydaniu wyroku o delegalizacji lokalnych organizacji religijnych Świadkowie Jehowy w Rosji zbierają się jako grupy osób czytających Biblię, które łączą podobne przekonania. W listopadzie 2024 roku postępowanie karne toczyło się przeciw 837 osobom (w wieku od 20 do 91 lat); 141 osób było uwięzionych, 11 przebywało w areszcie domowym, a 280 uznano za winne i skazano na karę pozbawienia wolności w zawieszeniu. Do listopada 2024 roku w 75 regionach liczba rewizji wzrosła do 2149. Do roku 2017 Biuro Oddziału znajdowało się w Sołniecznoje. Działalność w Rosji rozpoczęto pod koniec XIX wieku.

### Świadkowie Jehowy w Singapurze
Świadkowie Jehowy w Singapurze – społeczność wyznaniowa w Singapurze. Działalność rozpoczęto w 1912 roku. Obecnie panuje tam zakaz działalności i ostre prześladowania wyznawców. Sprawozdanie z działalności w tym kraju dołączane jest do ogólnego z 33 krajów, gdzie ich działalność jest ograniczona prawnie lub zakazana. Działalność nadzoruje malezyjskie Biuro Oddziału. W październiku 2024 roku, za odmowę służby wojskowej, w więzieniach przebywało 8 młodych członków wspólnoty.

### Świadkowie Jehowy w Sri Lance
Świadkowie Jehowy w Sri Lance – społeczność wyznaniowa w Sri Lance, licząca 7003 głosicieli, należących do 98 zborów. Na dorocznej uroczystości Wieczerzy Pańskiej (Pamiątce) zgromadziło się 15 721 osób (2023). Biuro Oddziału znajduje się w Wattala. Działalność rozpoczęto w 1910 roku.

### Świadkowie Jehowy w Syrii
Świadkowie Jehowy w Syrii – społeczność wyznaniowa w Syrii. Działalność rozpoczęto w 1925 roku. Obecnie panuje tam zakaz działalności i ostre prześladowania wyznawców. Sprawozdanie z działalności w tym kraju dołączane jest do ogólnego z 33 krajów, gdzie ich działalność jest ograniczona prawnie lub zakazana.

### Świadkowie Jehowy w Tadżykistanie
Świadkowie Jehowy w Tadżykistanie – społeczność wyznaniowa w Tadżykistanie. Działalność kaznodziejską rozpoczęto w latach 70. Od 2007 roku w Tadżykistanie obowiązuje zakaz działalności i istnieją represje władz wobec Świadków Jehowy. Sprawozdanie z działalności w tym kraju dołączane jest do ogólnego z 33 krajów, gdzie ich działalność jest ograniczona prawnie lub zakazana. Działalność nadzoruje Biuro Oddziału w Kazachstanie.

#### Historia
Działalność na terenie Tadżykistanu zapoczątkowano w latach 70. XX wieku. W roku 1975 w Duszanbe mieszkało 15–20 głosicieli, poza tym kilkuosobowe grupy Świadków Jehowy działały w miastach: Tursunzoda i Chodżent. Osoby zainteresowane pojawiły się w miejscowościach Faizabad, Wahdat i w wiosce Czeptura. Nieoficjalną działalność prowadzono w języku rosyjskim. Władze obserwowały miejsca zebrań oraz zbierały informacje o nadzorujących działalność ale nie przeprowadzały aresztowań. Na początku lat. 90 chrzest przyjęło kilka osób pochodzenia tadżyckiego. W tym czasie stołeczny zbór liczył 60 głosicieli. W 1991 roku Świadkowie Jehowy zostali prawnie zarejestrowani w całym Związku Radzieckim, a w 1994 roku zarejestrowano Religijne Stowarzyszenie Świadków Jehowy w Tadżykistanie (ponownie zarejestrowane 15 stycznia 1997 roku). W 1997 roku w stolicy powstała pierwsza Sala Królestwa. W 1999 roku działalność prowadziło 250 głosicieli w jednym zborze. W 2000 roku powstały dwa kolejne zbory, a w 2004 – czwarty zbór. W 2005 roku działało w Tadżykistanie 522 głosicieli w pięciu zborach. Kongresy odbywały się w stołecznym Tadżyckim Teatrze Opery i Baletu, w których uczestniczyło ponad 800 osób. W 2006 roku pięćdziesięcioro tadżyckich delegatów (z 544 głosicieli należących do 7 zborów w tym kraju) wzięło udział w kongresie międzynarodowym pod hasłem „Wyzwolenie jest blisko!” w Chorzowie. 11 października 2007 roku Ministerstwo Kultury wprowadziło zakaz działalności i wydało nakaz wydalenia dwóch znajdujących się w kraju misjonarzy. Nastąpił 14% wzrost liczby głosicieli. 29 września 2008 sąd w Duszanbe oddalił wniosek Świadków Jehowy o uchylenie decyzji Ministerstwa Kultury o zdelegalizowaniu tego związku wyznaniowego. 12 lutego 2009 roku kolejne odwołanie także zostało oddalone. W tym samym roku władze wszczęły sprawę karną przeciwko 17 głosicielom w Chodżencie. 30 grudnia 2009 roku odwołano się do Sądu Najwyższego Tadżykistanu o przywrócenie rejestracji prawnej. Świadkowie Jehowy nie są zatrudniani w sektorze publicznym, a nawet są z niego zwalniani. 30 września 2017 roku ogłoszono wydanie „Chrześcijańskich Pism Greckich w Przekładzie Nowego Świata” (Nowego Testamentu) w języku tadżyckim. 5 października 2017 roku Grupa Robocza ONZ ds. Bezprawnych Zatrzymań wezwała władze Tadżykistanu do natychmiastowego uwolnienia 18-letniego Świadka Jehowy, który 22 kwietnia 2017 roku został aresztowany za odmowę służby wojskowej (opinia nr 43/2017). 13 października 2017 roku sąd wojskowy w Duszanbe skazał go na sześć miesięcy pozbawienia wolności. Daniil Islamow wystąpił z wnioskiem o skierowanie do alternatywnej służby cywilnej, która jednak nie została mu przydzielona. Ponieważ Izba Wojskowa Sądu Najwyższego odrzuciła kasację, opuścił więzienie 13 kwietnia 2018 roku po odbyciu pełnego wyroku. 12 marca 2019 roku Sogdyjski Sąd Okręgowy podtrzymał decyzję Sądu Miejskiego w Chodżencie z dnia 28 lutego 2019 roku o umieszczeniu Szamila Chakimowa w areszcie śledczym na dwa miesiące. Jest jednym z 18 Świadków Jehowy w Chodżencie i okolicznych miejscowościach północnego Tadżykistanu, których na przełomie stycznia i lutego 2019 roku przesłuchiwali funkcjonariusze Wydziału do spraw Przestępczości Zorganizowanej. 10 września 2019 roku Sąd Miejski w Chodżencie skazał go na siedem i pół roku pozbawienia wolności. Za odmowę służby wojskowej uwięziony został Dżowidon Bobodżonow. 4 października 2019 roku w Chodżencie żołnierze wyprowadzili go siłą z domu i umieścili w areszcie. Dwa dni później wbrew jego woli został zawieziony do wojskowego ośrodka szkoleniowego koło Duszanbe. Potem przeniesiono go do jednostki wojskowej, gdzie oficerowie próbowali go zmusić do włożenia munduru i złożenia przysięgi wojskowej. 2 kwietnia 2020 roku został skazany na dwa lata pozbawienia wolności za podyktowaną sumieniem odmowę służby wojskowej. Rustamdżon Norow został aresztowany 1 października 2020 roku, a 7 stycznia 2021 roku skazany przez sąd wojskowy na trzy i pół roku pozbawienia wolności za podyktowaną sumieniem odmowę służby wojskowej. 1 listopada 2020 roku na wolność wyszedł Dżowidon Bobodżonow ułaskawiony przez prezydenta Tadżykistanu. 24 lutego 2021 roku Nury Turkel, komisarz  USCIRF (Amerykańskiej Komisji do spraw Międzynarodowej Wolności Religijnej) ogłosił, że będzie się starał o uwolnienie 70-letniego Szamila Chakimowa, który znajduje się na liście więźniów sumienia USCIRF. 19 marca 2021 roku Komitet Praw Człowieka ONZ wezwał Tadżykistan do podjęcia natychmiastowych działań w celu ochrony jego zdrowia oraz aby na czas rozpatrywania jego skargi został przeniesiony do szpitala specjalistycznego, a jego kara została złagodzona. 13 czerwca 2021 roku Mark Sanderson, członek Ciała Kierowniczego ogłosił w nagranym wcześniej przemówieniu wydanie Pisma Świętego w Przekładzie Nowego Świata w języku tadżyckim. W związku z pandemią COVID-19 zorganizowano specjalne zebranie w trybie wideokonferencji. 21 września 2021 roku Rustamdżon Norow został zwolniony z zakładu karnego w miejscowości Jowon. 17 grudnia 2021 roku kraje członkowskie (w tym Polska) Międzynarodowego Sojuszu na Rzecz Wolności Religii lub Przekonań (International Religious Freedom or Belief Alliance) podpisały oświadczenie nawołujące do natychmiastowego uwolnienia uwięzionych Świadków Jehowy i zaprzestania wobec nich tortur, maltretowania, przeszukań ich domów oraz dyskryminacji. 14 grudnia 2021 roku Komitet Praw Człowieka ONZ orzekł, że Tadżykistan, aresztując Tierriego Amedzra i deportując go do Kazachstanu, naruszył jego prawa. Uznał też, że aresztowanie było bezprawne i stanowiło naruszenie Międzynarodowego Paktu Praw Obywatelskich i Politycznych. 7 lipca 2022 roku, Komitet ten orzekł na korzyść Świadków Jehowy w związku ze sprawą „Adyrchajew przeciw Tadżykistanowi”, dotycząca odmowy przyznania Świadkom Jehowy w Tadżykistanie statusu prawnego, co doprowadziło do zakazu ich działalności. 7 września 2022 roku Komitet Praw Człowieka ONZ wydał orzeczenie dotyczące dyskryminowania Świadków Jehowy w Tadżykistanie, stwierdził, że zakaz nałożony na Świadków Jehowy w Tadżykistanie jest bezprawny. Władze Tadżykistanu zostały zobowiązane do ponownego rozpatrzenia wniosku Świadków Jehowy o rejestrację i do przyznania finansowej rekompensaty osobom, których prawa zostały naruszone. W listopadzie 2022 roku Nury Turkel, komisarz  USCIRF (Amerykańskiej Komisji do spraw Międzynarodowej Wolności Religijnej) oraz amerykański senator Marco Rubio wezwał Tadżykistan do natychmiastowego uwolnienia Szamila Chakimowa. 2 grudnia 2022 roku Centrum Badań nad Nowymi Religiami CESNUR zorganizowało międzynarodowe webinarium „W cieniu Rosji: Świadkowie Jehowy a wolność religijna w Azji Środkowej”, również dotyczące sytuacji Świadków Jehowy w tym kraju. 16 maja 2023 roku Szamil Chakimow został zwolniony z więzienia.

### Świadkowie Jehowy w Tajlandii
Świadkowie Jehowy w Tajlandii – społeczność wyznaniowa  w Tajlandii, licząca 5350 głosicieli, należących do 144 zborów. Na dorocznej uroczystości Wieczerzy Pańskiej (Pamiątce) zgromadziło się 10 214 osób (2023). Biuro Oddziału w Bangkoku. Działalność rozpoczęto w 1900 roku.

### Świadkowie Jehowy na Tajwanie
Świadkowie Jehowy na Tajwanie – społeczność wyznaniowa na Tajwanie, należąca do ogólnoświatowej wspólnoty  Świadków Jehowy, licząca 11 460 głosicieli, należących do 177 zborów. Na dorocznej uroczystości Wieczerzy Pańskiej (Pamiątce) zgromadziło się 	
20 436 osób (2023). Biuro Oddziału znajduje się w Xinwu. Działalność rozpoczęto ok. 1920 roku.

### Świadkowie Jehowy w Timorze Wschodnim
Świadkowie Jehowy w Timorze Wschodnim – społeczność wyznaniowa w Timorze Wschodnim, licząca 391 głosicieli, należących do 5 zborów. Na dorocznej uroczystości Wieczerzy Pańskiej (Pamiątce) zgromadziło się 1185 osób (2023). Działalność nadzoruje australijskie Biuro Oddziału. Działalność rozpoczęto w 1975 roku.

### Świadkowie Jehowy w Turcji
Świadkowie Jehowy w Turcji – społeczność wyznaniowa w Turcji, licząca 5692 głosicieli, należących do 71 zborów. Na dorocznej uroczystości Wieczerzy Pańskiej (Pamiątce) zgromadziły się 	
8873 osoby (2023). Biuro Oddziału mieści się w Stambule. Działalność rozpoczęto w 1891 roku.

### Świadkowie Jehowy w Turkmenistanie
Świadkowie Jehowy w Turkmenistanie – społeczność wyznaniowa w Turkmenistanie. Pierwsze doniesienia o działalności w Aszchabadzie pochodzą z lat 80. XX wieku. 21 sierpnia 2008 roku Świadkowie Jehowy złożyli wniosek o zarejestrowanie wyznania, który do tej pory nie został rozpatrzony przez władze. W kraju panuje zakaz działalności, a Świadkowie Jehowy padają ofiarami represji rządowych. Sprawozdanie z działalności w tym kraju dołączane jest do ogólnego z 33 krajów, w których ich działalność jest ograniczona prawnie lub zakazana. Działalność nadzoruje Biuro Oddziału w Kazachstanie.

#### Historia
W latach 80. XX wieku powstała pierwsza grupa głosicieli w Aszchabadzie. W 1991 roku Świadkowie Jehowy zostali prawnie zarejestrowani w całym Związku Radzieckim, jednak po uzyskaniu niepodległości przez Turkmenistan 27 października 1991 roku Świadkowie Jehowy w tym kraju nie zostali zarejestrowani. Wkrótce po uniezależnieniu się od Związku Radzieckiego władze zaczęły poważnie ograniczać wolność religijną tej społeczności wyznaniowej. W sierpniu 2006 roku 40 turkmeńskich delegatów uczestniczyło w kongresie międzynarodowym pod hasłem „Wyzwolenie jest blisko!” w Chorzowie. 21 sierpnia 2008 roku turkmeńscy Świadkowie Jehowy złożyli wniosek o prawne zarejestrowanie działalności.
We wrześniu 2012 roku 10 Świadków Jehowy wniosło skargi do Komitetu Praw Człowieka ONZ wobec skazania za odmowę służby wojskowej ze względu na sumienie, osadzenie w trudnych warunkach gdzie byli bici oraz poddawani poniżającemu traktowaniu. W roku 2013 kolejnych pięciu młodych Świadków Jehowy wniosło podobne skargi do KPC ONZ. 
Według danych z 12 listopada 2013 roku 9 Świadków Jehowy zostało skazanych na kary od 12 do 24 miesięcy więzienia z powodu odmowy pełnienia służby wojskowej, a jednej osobie przedstawiono fałszywe zarzuty. 6 kwietnia 2014 roku 26 Świadków zostało zatrzymanych, w tym 13 bez przedstawienia powodu. Za prowadzenie działalności kaznodziejskiej 13 z nich zostało skazanych na karę grzywny. Według danych z 22 września 2014 roku ośmiu Świadków Jehowy było uwięzionych, sześciu z powodu odmowy pełnienia służby wojskowej, a dwóm osobom przedstawiono fałszywe zarzuty. Odzyskali wolność 22 października 2014 roku na mocy prezydenckiej amnestii. W więzieniu pozostawał jeszcze jeden Świadek Jehowy, który został skazany za odmowę służby wojskowej kilka tygodni przed amnestią. W listopadzie 2014 roku za odmowę pełnienia służby wojskowej uwięzione były dwie osoby, które zostały zwolnione w lutym i marcu 2015 roku. 6 lutego 2015 roku policja aresztowała czterech Świadków Jehowy za posiadanie literatury biblijnej. 14 marca 2015 roku w Türkmenabacie zatrzymano 38 osób, uczestniczących w zebraniu religijnym. Z tej grupy za prowadzenie nielegalnej działalności religijnej Sąd Rejonowy w Sardarapacie nałożył na 30 wysokie grzywny, a pozostałych osiem skazał na 15 dni więzienia, gdzie niektórzy byli bici i poddawani torturom. 19 maja 2015 roku 52-letni Bahram Hemdemow został skazany na 4 lata więzienia za działalność religijną (w tym za zorganizowanie spotkania religijnego w swoim domu) i został osadzony w obozie pracy w Seýdi. Prezydencka amnestia z lutego 2016 roku nie objęła osadzonego Hemdemowa. 15 sierpnia 2016 roku adwokat Bahrama Hemdemowa złożył w jego imieniu skargę do Komitetu Praw Człowieka ONZ. 24 marca 2016 roku w Türkmenabacie policjanci zatrzymali grupę Świadków Jehowy – niektórzy z nich byli bici. Jedna osoba została uwięziona na 15 dni, a na siedem innych nałożono grzywny bez prawomocnego wyroku sądowego. 30 czerwca 2016 roku policjanci aresztowali Mansura Maszaripowa. 18 sierpnia 2016 roku za prowadzenie działalności religijnej został skazany na rok kolonii karnej. Prezydencka amnestia z 25 października 2016 roku nie objęła osadzonych Świadków Jehowy. Bahram Hemdemow i Mansur Maszaripow zostali osadzeni w obozie pracy LBK-12 w Seýdi. W styczniu 2017 roku w raporcie działającego przy ONZ Komitetu Przeciwko Torturom zaapelowano do władz Turkmenistanu, by „zostały niezwłocznie wszczęte obiektywne śledztwa w sprawie (...) tortur, jakim w maju 2015 roku miał być poddawany przebywający w areszcie Bahram Hemdemow, Świadek Jehowy, [oraz] w sprawie aresztowania, dotkliwego pobicia i przymusowego umieszczenia w ośrodku leczenia uzależnień w lipcu 2014 roku Mansura Maszaripowa, Świadka Jehowy”. 12 maja 2017 roku odzyskał on wolność. Komitet Praw Człowieka ONZ w czterech orzeczeniach uznał, że władze Turkmenistanu niesłusznie wydały wyroki skazujące za podyktowaną sumieniem odmowę pełnienia służby wojskowej oraz stwierdził, że trudne warunki uwięzienia naruszyły inne prawa gwarantowane przez Międzynarodowy Pakt Praw Obywatelskich i Politycznych (ICCPR). 10 ostatnich decyzji Komitetu obliguje Turkmenistan do naprawienia szkód wynikłych z tych naruszeń. Decyzje wydane przez KPC ONZ w latach 2015 i 2016 roku wskazywały rządowi konieczność zaprzestania skazywania osób odmawiających służby wojskowej ze względu na przekonania religijne oraz zastosowanie się do Międzynarodowego Paktu Praw Obywatelskich i Politycznych (ICCPR).
W styczniu 2018 roku po procesie sądowym Arsłan Begenjow i Kerwen Kakabajew zostali skazani na rok pozbawienia wolności za uchylanie się od służby wojskowej. Wcześniej obaj wystąpili o skierowanie do alternatywnej służby cywilnej, lecz ich wnioski zostały odrzucone. Kakabajew z tego samego powodu został skazany po raz drugi (pierwszy raz w roku 2014 na dwa lata prac społecznych). Mimo zaleceń Komitetu Praw Człowieka ONZ Turkmenistan nie uznaje prawa do podyktowanej sumieniem odmowy służby wojskowej. W lipcu 2018 roku delegacja Świadków Jehowy z Turkmenistanu uczestniczyła w kongresie specjalnym pod hasłem „Bądź odważny!” w gruzińskim Tbilisi. W czerwcu i lipcu 2018 roku uwięziono czterech Świadków Jehowy, którzy odmówili odbycia służby wojskowej. Ichlosbek Rozmetow, Weniamin Gendżijew i Maksat Dżumadurdijew zostali skazani na rok, a Mekan Annajew na dwa lata pozbawienia wolności. Natomiast w sierpniu 2018 roku Sochbet Agamyradow, Rusłan Artymuradow, Serdar Atajew i Isa Sajajew, zostali skazani na rok więzienia za podyktowaną sumieniem odmowę służby wojskowej, a w listopadzie na taką samą karę został skazany Gurbangilicz Muhammetgulijew. Tym samym liczba uwięzionych Świadków Jehowy w tym kraju wzrosła do 12. 17 grudnia 2018 roku Arsłan Begenjow został wypuszczony na wolność. 19 grudnia 2018 roku Eziz Atabajew został skazany na dwa lata więzienia. 7 stycznia 2019 roku Azamatjan Narkulijew został skazany na rok więzienia za podyktowaną sumieniem odmowę służby wojskowej. 29 stycznia 2019 roku Kerwen Kakabajew wyszedł na wolność po odsiedzeniu rocznego wyroku. 13 lutego 2019 roku Bahram Hemdemow został zwolniony po odbyciu całego wyroku. 27 sierpnia 2019 roku Sochbet Agamyradow wyszedł na wolność po odsiedzeniu rocznego wyroku, a dzień później Serdar Atajew. 30 września Dawid Pietrosow, a 3 października 2019 roku również Selim Taganow zostali skazani na rok więzienia za odmowę służby wojskowej. 12 listopada 2019 roku Serdar Dowletow został skazany na trzy lata.
W maju 2020 roku złożono skargę do oenzetowskiej Grupy Roboczej do spraw Bezprawnych Zatrzymań w sprawie 22 Świadków Jehowy — więzionych w Seydi oraz tych, którzy zostali już zwolnieni. 6 sierpnia 2020 roku sąd skazał Eldora Saburowa i Sandżarbeka Saburowa na dwa lata pozbawienia wolności za podyktowaną sumieniem odmowę służby wojskowej. Zostali skazani po raz drugi. W 2016 roku Sandżarbek Saburow został skazany na dwa lata dozoru sądowego, a w 2017 roku Eldor Saburow został skazany na dwa lata prac społecznych i oddawanie państwu 20 procent swoich zarobków. 3 września 2020 roku Wekilbazarski Sąd Rejonowy w mieście Mary skazał Myrata Orazgeldijewa na rok pozbawienia wolności za służby wojskowej. 15 grudnia 2020 roku został aresztowany Rusłan Artykmyradow. Za podyktowaną sumieniem odmowę służby grozi mu drugi wyrok za ten sam czyn (w latach 2018–2019 odsiadywał już wyrok więzienia). 19 grudnia 2020 roku Eziz Atabajew wyszedł na wolność po odsiedzeniu dwuletniego wyroku pozbawienia wolności za podyktowaną sumieniem odmowę służby wojskowej. W tym kraju w ostatnich 10 latach za ten czyn było więzionych 46 młodych Świadków Jehowy. 18 stycznia 2021 roku sąd skazał Maksata Dżumadurdyjewa na dwa lata pozbawienia wolności odmowę służby wojskowej. To jego drugi wyrok za ten sam czyn. Tego samego dnia sąd w skazał Azamatjana Narkulijewa na dwa lata pobytu w kolonii karnej o zaostrzonym rygorze (drugi wyrok). Również tego samego dnia sąd skazał brata Artura Jangibajewa na dwa lata pozbawienia wolności za podyktowaną sumieniem odmowę służby wojskowej. To jego drugi wyrok za ten sam czyn. Dzień później skazał powtórnie Ihlosbeka Rozmetowa na 2 lata pobytu w więzieniu o zaostrzonym rygorze za odmowę służby wojskowej. Tego samego dnia sąd skazał Weniamina Gendżijewa na dwa lata pozbawienia wolności za podyktowaną sumieniem odmowę służby wojskowej. 10 lutego 2021 roku sąd skazał Nazara Ałłyjewa na rok pozbawienia wolności za podyktowaną sumieniem odmowę służby wojskowej. 16 marca 2021 roku za podyktowaną sumieniem odmowę pełnienia służby wojskowej Rasul Rozbajew został skazany na dwa lata pozbawienia wolności. To już jego drugi wyrok za ten sam czyn, pierwszy wyrok otrzymał 19 grudnia 2017 roku. Od 2018 roku do maja 2021 roku uwięziono 32 Świadków Jehowy, którzy odmówili odbycia służby wojskowej. 8 maja 2021 roku zwolniono z więzienia wszystkich 16 Świadków Jehowy, którzy zostali skazani za odmowę służby wojskowej ze względu na sumienie. 2 grudnia 2022 roku Centrum Badań nad Nowymi Religiami CESNUR zorganizowało międzynarodowe webinarium „W cieniu Rosji: Świadkowie Jehowy a wolność religijna w Azji Środkowej”, również dotyczące sytuacji Świadków Jehowy w tym kraju.
Rząd nie przyznał im legalizacji, ale w ograniczonym zakresie pozwala na działalność tego wyznania oraz na oficjalne korzystanie z Sal Królestwa, które zostały wybudowane na przełomie XX/XXI wieku w ramach programu ich budowy w krajach uboższych. W język turkmeńskim (alfabet łaciński i cyrylica) wydawane są publikacje Świadków Jehowy, funkcjonuje też oficjalny serwis internetowy jw.org.
W 2015 roku wydano Nowy Testament w języku turkmeńskim (cyrylica), a w 2019 roku całe Pismo Święte w Przekładzie Nowego Świata w alfabecie łacińskim.

### Świadkowie Jehowy w Uzbekistanie
Świadkowie Jehowy w Uzbekistanie – społeczność wyznaniowa w Uzbekistanie. Działalność kaznodziejską rozpoczęto pod koniec lat 50. XX wieku. Do 2013 roku panował zakaz głoszenia i ostre prześladowania w całym kraju. Sprawozdanie z działalności w Uzbekistanie dołączane jest do ogólnego z 33 krajów, gdzie ich działalność jest ograniczona prawnie lub zakazana. Działalność nadzoruje Biuro Oddziału w Kazachstanie. 

#### Historia
Pod koniec lat 50. XX wieku z Syberii do wsi Majej przybyła pierwsza rodzina Świadków Jehowy. W latach 60. XX wieku powstały zbory w Angren i Czyrczyku oraz grupa w Taszkencie. W roku 1968 w Angren działało 25 głosicieli. W styczniu 1969 roku 30 głosicieli z tego miasta zostało aresztowanych, a z innego 12 głosicieli. W Czyrczyku pod koniec lat 70. XX wieku działała podziemna drukarnia publikacji Świadków Jehowy. Pod koniec lat 70. XX wieku powstały kolejne zbory, m.in. w miastach: Samarkanda, Fergana, Nawoi, Zarafshon, Uchquduq, Buchara, Kokand, Karszy i Taszkent. W 1991 roku Świadkowie Jehowy zostali prawnie zarejestrowani w całym Związku Radzieckim, jednak po uzyskaniu niepodległości przez Uzbekistan Świadkowie Jehowy nie zostali uznani prawnie. W roku 1993 w kongresie pod hasłem „Pouczani przez Boga” uczestniczyło ponad 1600 osób. 17 grudnia 1994 roku władze zarejestrowały Lokalne Organizacje Religijne (LRO) Świadków Jehowy w Czyrczyku i Ferganie. W grudniu 1996 roku władze odrzuciły pierwszy wniosek Świadków o rejestrację zboru w Taszkencie. Na uroczystości Wieczerzy Pańskiej w 1998 roku zgromadziło się ponad 6700 osób. 1 maja 1998 roku rząd uchwalił prawo na mocy którego domagał się powtórnej rejestracji organizacji religijnych. W sierpniu 1999 roku ponownie zarejestrowano działalność Świadków Jehowy w Czyrczyku i Ferganie. W latach 2002–2006 udokumentowano ponad 1100 przypadków zatrzymania, aresztowania, ukarania grzywną lub pobicia Świadków Jehowy. Do przeszło 800 takich incydentów doszło w czasie Wieczerzy Pańskiej w roku 2005 i 2006. W 2006 roku władze celne skonfiskowały literaturę biblijną. W sierpniu 2006 roku 59 uzbeckich delegatów było obecnych na kongresie pod hasłem „Wyzwolenie jest blisko!” w Chorzowie. 24 sierpnia 2006 roku władze unieważniły rejestrację (LRO) w Ferganie. W latach 2007–2009 dochodziło do kolejnych aresztowań. 19 lutego 2009 roku po raz 16 został odrzucony wniosek o rejestracje zboru w Taszkencie, gdzie działalność kaznodziejską prowadzi ponad 1000 głosicieli. W roku 2009 za działalność religijną skazano ogółem 50 Świadków Jehowy. W 2008 roku wydano Chrześcijańskie Pisma Greckie w Przekładzie Nowego Świata (Nowy Testament) w języku uzbeckim. W 2013 roku rejestrowany był tylko zbór w Czyrczyku, a pozostałe zbory od roku 1996 czekają na takie decyzje. 2 marca 2013 roku uwolniono Abdubannoba Achmedowa, ostatniego spośród trzech uzbeckich Świadków uwięzionych za prowadzenie działalności religijnej. W roku 2017 w Namangan, Nukus, Urgencz i innych miejscowościach dochodziło do aresztowań Świadków Jehowy i aktów przemocy dokonywanych przez funkcjonariuszy policji. Świadkowie Jehowy kontynuują rozmowy z przedstawicielami władz w nadziei, że doprowadzą one do zarejestrowania zborów w całym Uzbekistanie, zwłaszcza w Taszkencie. Rząd nie przyznał im legalizacji, ale w ograniczonym zakresie pozwala na istnienie tego wyznania oraz na korzystanie z Sal Królestwa, które zostały wybudowane na przełomie XX/XXI wieku w ramach programu ich budowy w krajach uboższych. W 2017 roku wydano w języku uzbeckim (cyrylica) kompletne Pismo Święte w Przekładzie Nowego Świata (Nowy Testament wydano w 2010 roku). Przekład Nowego Świata jest jednym z dwóch pierwszych przekładów Biblii w języku uzbeckim wydanych niemal w tym samym czasie. Od marca do września 2018 roku Sąd Najwyższy Uzbekistanu i Sąd Administracyjny Karakałpacji (autonomicznej republiki wchodzącej w skład Uzbekistanu) wydały orzeczenia na korzyść Świadków Jehowy w sprawach związanych z wolnością wyznania. Sąd Najwyższy uchylił cztery wyroki sądów niższej instancji, a Sąd Administracyjny uchylił piąty wyrok, co potwierdziło prawo do posiadania publikacji biblijnych. 19 kwietnia 2019 roku w całym Uzbekistanie po raz pierwszy od lat jawnie obchodzono uroczystość Pamiątki śmierci Jezusa Chrystusa. Okolicznościowy wykład w Sali Królestwa w Czyrczyku przedstawił Mark Sanderson z Ciała Kierowniczego. Z tej Sali Królestwa korzysta 20 zborów (6 uzbeckojęzycznych, 12 rosyjskojęzycznych, 1 rosyjskiego migowego, 1 kazachskojęzycznego) z Czyrczyku, Taszkientu i Parkentu. W 2019 roku wydano Pismo Święte w Przekładzie Nowego Świata w języku uzbeckim w alfabecie łacińskim. 2 grudnia 2022 roku Centrum Badań nad Nowymi Religiami CESNUR zorganizowało międzynarodowe webinarium „W cieniu Rosji: Świadkowie Jehowy a wolność religijna w Azji Środkowej”, również dotyczące sytuacji Świadków Jehowy w tym kraju. Publikacje Świadków Jehowy wydawane są w języku uzbeckim (cyrylica, alfabet łaciński i w dialekcie Chorezm), w języku tadżyckim (w dialekcie używanym w Samarkandzie) oraz w języku karakałpackim. W językach tych funkcjonuje też oficjalny serwis internetowy jw.org.

### Świadkowie Jehowy w Wietnamie
Świadkowie Jehowy w Wietnamie – społeczność wyznaniowa w Wietnamie. Działalność rozpoczęto około 1935 roku. Obecnie panują tam ograniczenia działalności, chociaż istnieją oficjalnie Sale Królestwa i Biuro Oddziału. Sprawozdanie z działalności w tym kraju dołączane jest do ogólnego z 33 krajów, gdzie ich działalność jest ograniczona prawnie lub zakazana.

### Świadkowie Jehowy w Zjednoczonych Emiratach Arabskich
Świadkowie Jehowy w Zjednoczonych Emiratach Arabskich – społeczność wyznaniowa w Zjednoczonych Emiratach Arabskich. Sprawozdanie z działalności w tym kraju dołączane jest do ogólnego z 33 krajów, gdzie ich działalność jest ograniczona prawnie lub zakazana. Działalność nadzoruje brytyjskie Biuro Oddziału.

#### Historia
W 1965 roku działalność zainicjowali obcokrajowcy, którzy przybyli do Abu Zabi oraz do prac na platformach wiertniczych. W latach 70. XX wieku do Abu Zabi przybyła rodzina wyznawców z Indii, która kontynuowała głoszenie religii, głównie wśród obcokrajowców. W 1974 roku regularną działalność rozpoczęto w Dubaju, a 1977 w Szardży. Pod koniec lat 70. XX wieku liczba głosicieli wynosiła ponad 40 osób, w tym 12 w Abu Zabi, 25 w Dubaju i 10 w Szardży. Obecnie ich działalność jest zakazana, a dokładna informacja o ilości członków nie jest podawana publicznie. Aktualnie działalność prowadzona jest nieoficjalnie z zachowaniem środków ostrożności. Zebrania religijne prowadzone są potajemnie w mieszkaniach prywatnych. Wolność zgromadzania się i świadczenia dozwolona jest wyłącznie w społecznościach cudzoziemskich. Obecnie we wszystkich siedmiu emiratach działają grupy obcojęzyczne (angielsko-, filipińskojęzyczne oraz w kilku językach indyjskich).

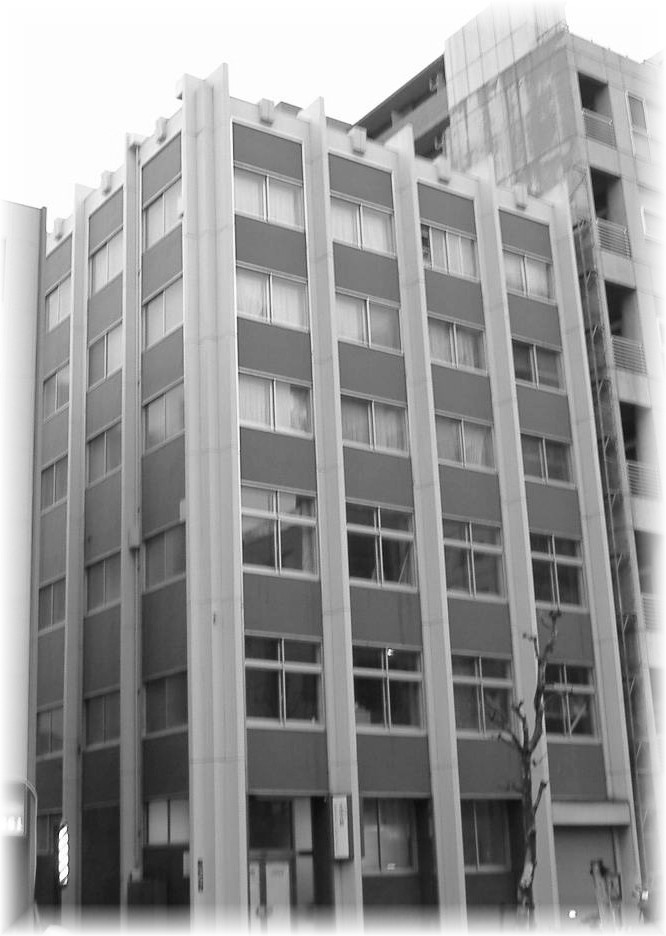
Jedna z Sal Królestwa w Japonii – w biurowcu ...
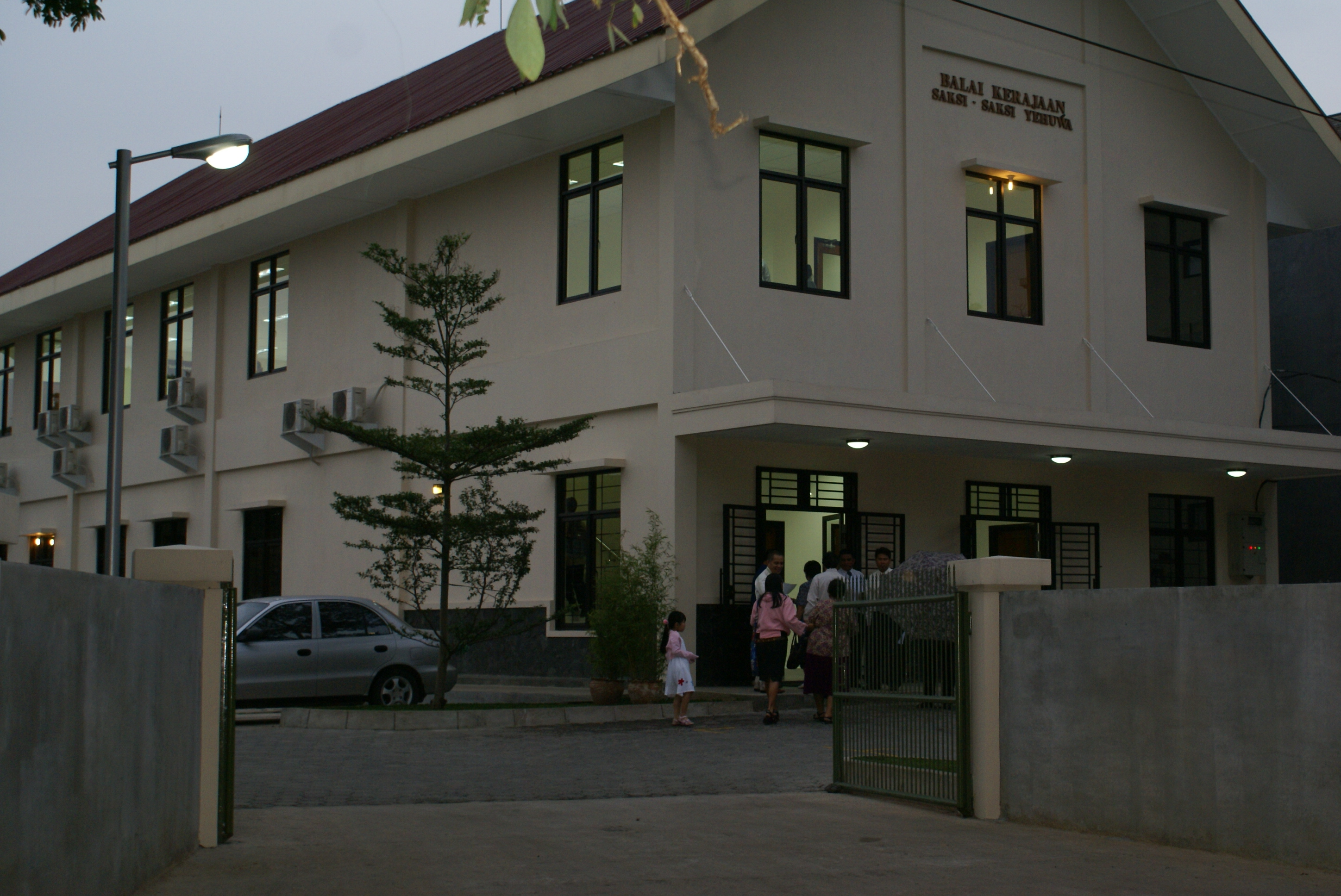
... w Bandungu na indonezyjskiej Jawie...
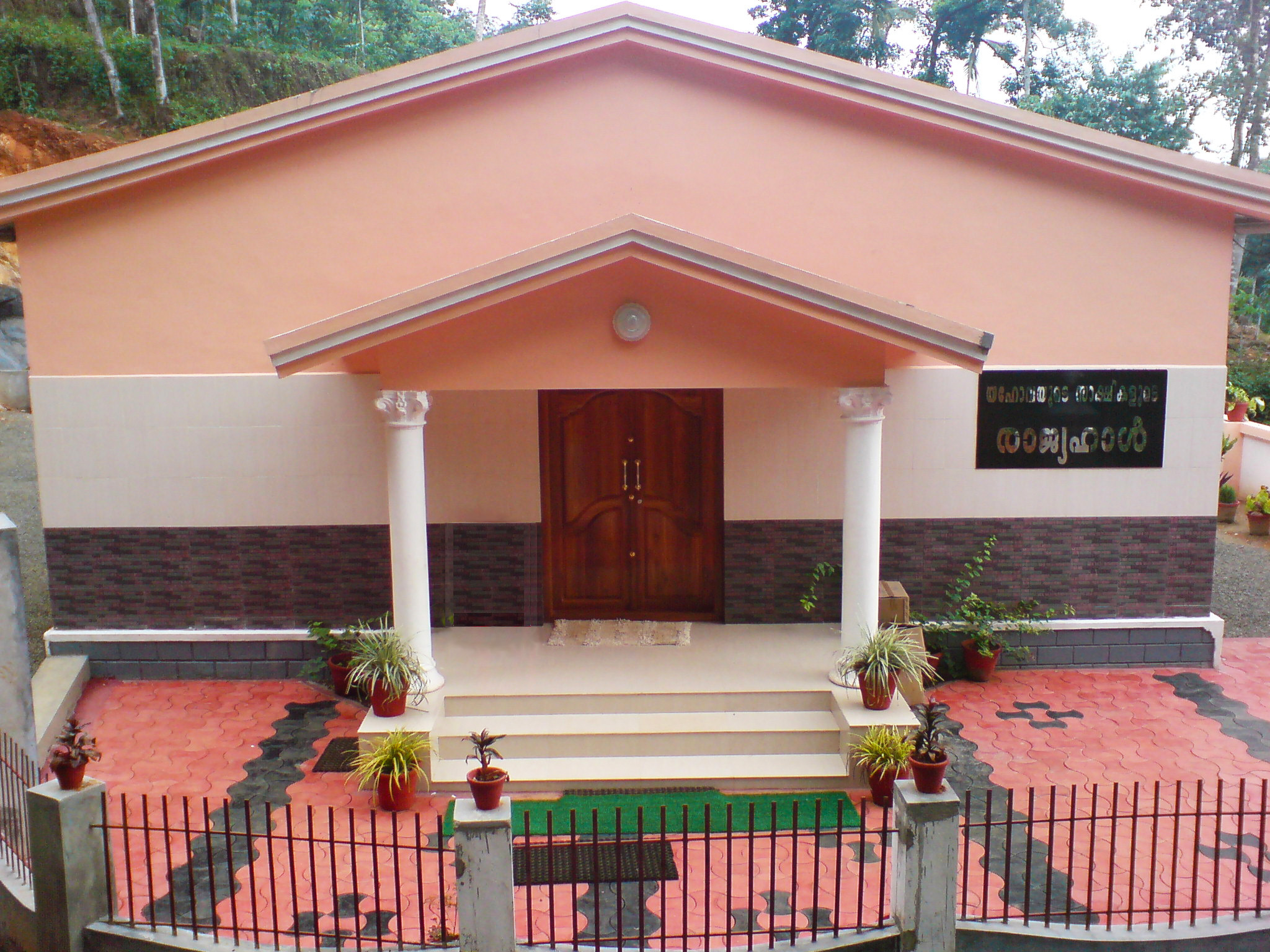
... i w Indiach – w stanie Kerala...

## Statystyki
Tabela pokazuje dane z 2023 roku tylko z krajów i terytoriów azjatyckich, w których działalność Świadków Jehowy jest oficjalnie zalegalizowana lub panuje swoboda wyznania. Nie uwzględniono krajów, gdzie panuje całkowity zakaz lub poważne ograniczenie działalności: Afganistan, Arabia Saudyjska, Bahrajn, Bhutan, Brunei, Chiny, Irak, Iran, Jemen, Jordania, Katar, Korea Północna, Kuwejt, Laos, Liban, Malediwy, Oman, Rosja, Singapur, Syria, Tadżykistan, Turkmenistan, Uzbekistan, Wietnam i Zjednoczone Emiraty Arabskie. Według danych w tych krajach żyje przeszło 210 tysięcy Świadków Jehowy (2023).
Podział krajów i terytoriów według danych opublikowanych w Sprawozdanie z działalności Świadków Jehowy na całym świecie w roku służbowym 2023.
| Kraj (terytorium)     | Ludność w tys. | głosiciele | Zbory | Obecni na Pamiątce |
| --------------------- | -------------- | ---------- | ----- | ------------------ |
| Armenia               | 3103           | 11313      | 134   | 25977              |
| Autonomia Palestyńska | 5490           | 78         | 2     | 213                |
| Azerbejdżan           | 10127          | 1736       | 23    | 3642               |
| Bangladesz            | 172075         | 346        | 6     | 1189               |
| Cypr                  | 1231           | 3116       | 41    | 5673               |
| Filipiny              | 113964         | 253876     | 3552  | 665087             |
| Gruzja                | 3736           | 18841      | 224   | 34169              |
| Hongkong              | 7498           | 5464       | 70    | 9349               |
| Indie                 | 1419656        | 57795      | 999   | 166521             |
| Indonezja             | 281844         | 31023      | 491   | 61059              |
| Izrael                | 9888           | 2129       | 32    | 3835               |
| Japonia               | 124752         | 214457     | 2888  | 296139             |
| Kambodża              | 16855          | 1116       | 17    | 2545               |
| Kazachstan            | 19899          | 17287      | 229   | 31006              |
| Kirgistan             | 7038           | 5167       | 86    | 10146              |
| Korea Południowa      | 51408          | 106161     | 1252  | 138920             |
| Makau                 | 679            | 379        | 6     | 824                |
| Malezja               | 33200          | 5645       | 119   | 11982              |
| Mjanma                | 56145          | 5171       | 96    | 11975              |
| Mongolia              | 3423           | 432        | 8     | 1337               |
| Nepal                 | 29165          | 2823       | 43    | 8064               |
| Pakistan              | 233757         | 1259       | 16    | 4378               |
| Sri Lanka             | 22181          | 7003       | 98    | 15721              |
| Tajlandia             | 70183          | 5350       | 144   | 10214              |
| Tajwan                | 23375          | 11460      | 177   | 20436              |
| Timor Wschodni        | 1395           | 391        | 5     | 1185               |
| Turcja                | 85957          | 5692       | 71    | 8873               |